# Пилипчук Олександр Олександрович

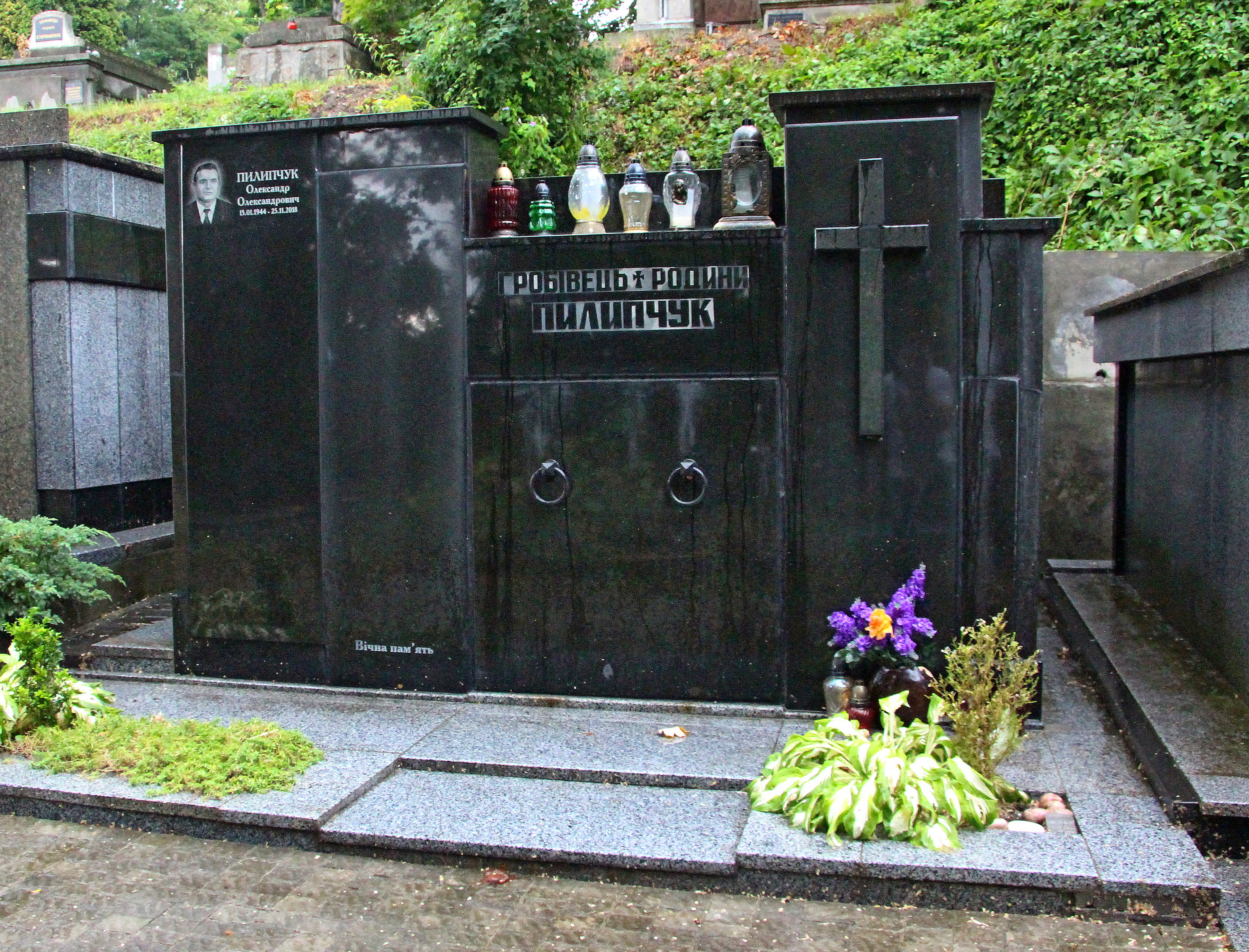

Олександр Олександрович Пилипчук (15 січня 1944 — 25 листопада 2018, місто Львів) — український радянський діяч, секретар Львівського обласного комітету КПУ, 1-й секретар Радехівського районного комітету КПУ Львівської області.

## Біографія
Освіта вища. Член КПРС.
У 1975 — листопад 1978 роках — голова виконавчого комітету Кам'янсько-Бузької районної ради народних депутатів Львівської області.
19 листопада 1978 — грудень 1987 роках — 1-й секретар Радехівського районного комітету КПУ Львівської області.
28 листопада 1987 — 1990 року — заступник голови виконавчого комітету Львівської обласної ради народних депутатів.
28 грудня 1989 — серпень 1991 року — секретар Львівського обласного комітету КПУ з питань соціально-економічного розвитку.
Потім — на пенсії в місті Львові.
Помер 25 листопада 2018 року. Похований в родинному гробівці на 70 полі Личаківського цвинтаря.

## Нагороди
- ордени
- медалі